# George Murray (jakobit)

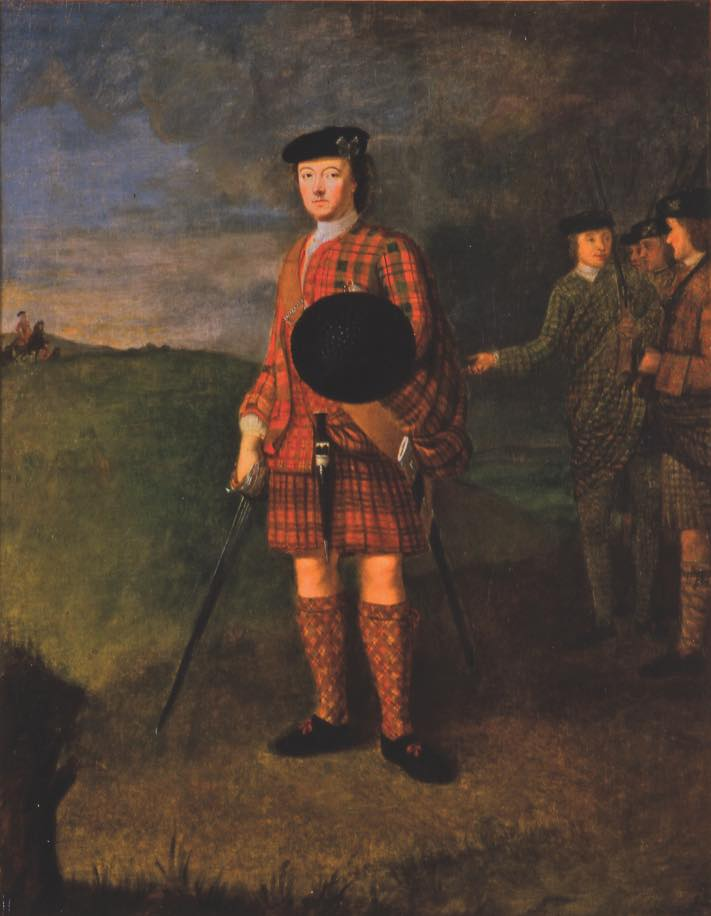
George Murray.

Lord George Murray, född den 4 oktober 1694, död den 11 oktober 1760 i Medemblik i Holland, var en skotsk jakobitgeneral, son till John Murray, 1:e hertig av Atholl, far till John Murray, 3:e hertig av Atholl.
Murray, som deltog i 1715 års jakobitiska resning, undkom till Frankrike, varifrån han åtföljde sin äldre broder lord Tullibardine vid dennes misslyckade resningsförsök 1719. Han återvände till Skottland 1724 (efter faderns död) och benådades, men slöt sig 1745 efter någon tvekan till den unge tronpretendenten Karl Edvard Stuart.
Murray blev, trots att han misstroddes av prinsen, hans närmaste underbefälhavare och själen i de militära operationerna. Han hade största förtjänsten av jakobitsegern vid Prestonpans den 21 september 1745. Därefter sökte han förgäves avråda från den äventyrliga invasionen av England och genomdrev till Karl Edvards harm i Derby den 5 december beslutet om reträtten och ledde sedan denna med stor skicklighet. 
Murrays seger vid Falkirk (17 januari 1746) kunde inte rädda Karl Edvards sak, och mot Murrays råd beslöt denne leverera batalj vid Culloden  den 16 april, där Murray anförde högra flygeln. Efter nederlaget lyckades Murray, som av Karl Edvard utan skäl misstänktes för förräderi, undkomma till kontinenten i december samma år och återsåg därefter aldrig mer Skottland.